# Фулин цзябин
Фулин цзябин (кит. трад. 茯苓夾餅, упр. 茯苓夹饼, пиньинь fúlíng jiābǐng) — традиционная пекинская закуска, представляющая собой блин с начинкой, приготовленной из тутового гриба (фулина) — ингредиента китайской медицины. Блинчики для этого блюда делают из муки и сахара, иногда добавляя туда орехи, мёд и другие продукты.
Данное блюдо служило легкой закуской в семьях государственных чиновников и императоров в династию Цин. Сегодня же она является довольно популярной среди туристов, посещающих Пекин.